# Зигфрид фон Регенщайн
Зигфрид (III) фон Регенщайн (на немски: Siegfried (III) von Regenstein; * пр. 1267; † 1318 или 3 декември 1319) от фамилията на графовете на Регенщайн в Харц, е епископ на Замланд на Калининградския полуостров (1296 – 1318) в Средновековна Прусия.

## Произход и духовническа кариера
Той е син на граф Хайнрих II (IV) фон Регенщайн († 1284/1285) и първата му съпруга графиня фон Волденберг-Вьолтингероде († ок. 1274), дъщеря на граф Херман фон Волденберг-Вьолтингероде-Харцбург († 1243/1244) и София фон Еверщайн († сл. 1272). Внук е на граф Зигфрид I фон Регенщайн († 1245) и принцеса София фон Анхалт-Ашерслебен († 1272/1274). Брат е на граф Хайнрих III (IV) фон Регенщайн (1311/1312) и Улрих фон Регенщайн († сл. 1289, в Свещен орден), и полубрат на Херман фон Регенщайн († сл. 27 август 1298), домхер в Халберщат (1289 – 1298).
Зигфрид фон Регенщайн става през 1280 г. домхер в Халберщат. Преди 11 април 1296 г. той е избран за епископ на Замланд.